# Glicoproteïna

Glicosilació de proteïnes lligades a N (N -glicosilació de N -glicans) a residus Asn (motius Asn-x-Ser/Thr) en glicoproteïnes.

Una glicoproteïna és una biomolècula formada per una proteïna i un carbohidrat. El carbohidrat pot ser afegit a la proteïna durant o després de la traducció. En funció del lloc on s'uneixi el carbohidrat tindrem una N-glicosilació, si la unió té lloc en un residu asparagina o bé, una O-glicosilació, si aquesta té lloc en una hidroxilisina, hidroxiprolina, serina o treonina. Les formes més comunes són les glicoproteïnes lligades a O i les lligades a N, però també són possibles altres connexions: la P-glicosilació, la C-glicosilació i la glipiació.
A les proteïnes que tenen segments que s'estenen extracel·lularment, els segments extracel·lulars també estan sovint glicosilats. Les glicoproteïnes també són sovint proteïnes integrals de membrana importants, on juguen un paper en les interaccions cèl·lula-cèl·lula. És important distingir la glicosilació del sistema secretor basada en el reticle endoplasmàtic de la glicosilació citosòlica-nuclear reversible. Les glicoproteïnes del citosol i el nucli es poden modificar mitjançant l'addició reversible d'un únic residu de GlcNAc que es considera recíproc a la fosforilació i és probable que les funcions d'aquestes siguin un mecanisme regulador addicional que controli la senyalització basada en la fosforilació. En canvi, la glicosilació secretora clàssica pot ser estructuralment essencial. Per exemple, la inhibició de la glicosilació lligada a l'asparagina, és a dir, lligada a N, pot evitar el plegament adequat de la glicoproteïna i la inhibició total pot ser tòxica per a una cèl·lula individual. En canvi, la pertorbació del processament del glicà (eliminació/addició enzimàtica de residus de carbohidrats al glicà), que es produeix tant al reticle endoplasmàtic com a l'aparell de Golgi, és prescindible per a cèl·lules aïllades (com ho demostra la supervivència amb inhibidors de glicòsids), però pot conduir a malalties humanes (trastorns congènits de la glicosilació) i pot ser letal en models animals. Per tant, és probable que el processament fi dels glicans sigui important per a la funcionalitat endògena, com ara el tràfic de cèl·lules, però és probable que això hagi estat secundari al seu paper en les interaccions hoste-patògen. Un exemple famós d'aquest darrer efecte és el sistema de grups sanguinis ABO.
Tot i que hi ha diferents tipus de glicoproteïnes, les més comunes són les lligades a N i les glicoproteïnes lligades a O. Aquests dos tipus de glicoproteïnes es distingeixen per diferències estructurals que els donen el seu nom. Les glicoproteïnes varien molt en composició, produint molts compostos diferents com anticossos o hormones com la hormona fol·liculoestimulant, hormona luteïnitzant, tirotropina, gonadotropina coriònica humana i eritropoetina. A causa de l'àmplia gamma de funcions dins del cos, l'interès per la síntesi de glicoproteïnes per a ús mèdic ha augmentat. Ara hi ha diversos mètodes per sintetitzar glicoproteïnes, inclosa la recombinació i la glicosilació de proteïnes.

## Tipus
Hi ha diversos tipus de glicosilació, encara que els dos primers són els més habituals.
- En la N -glicosilació, els sucres s'uneixen al nitrogen, normalment a la cadena lateral amida de l'asparagina. No totes les asparagines són susceptibles de ser N-glicosilades ja que l'addició del sucre requereix l'existència de la seqüència consens Asn-X-Ser/Thr on la X és qualsevol aminoàcid excepte la prolina.
- En l' O -glicosilació, els sucres s'uneixen a l'oxigen, normalment a la serina o a la treonina, però també a la tirosina o als aminoàcids no canònics com la hidroxilisina i la hidroxiprolina.
- En la P -glicosilació, els sucres s'uneixen al fòsfor en una fosfoserina.
- En la glicosilació C, els sucres s'uneixen directament al carboni, com en l'addició de manosa al triptòfan.
- En la S -glicosilació, un beta- GlcNAc s'uneix a l'àtom de sofre d'un residu de cisteïna.[10]
- En la glipiació, un glicolípid GPI s'uneix a l'⁣extrem C-terminal d'un polipèptid, que serveix com a ancoratge de membrana.
- En la glicació, també coneguda com a glicosilació no enzimàtica, els sucres s'uneixen de manera covalent a una proteïna o una molècula de lípids, sense l'acció de control d'un enzim, sinó mitjançant una reacció de Maillard.

## Monosacàrids

Fórmules estructurals de sucres en les glucoproteïnes.

Els monosacàrids que es troben habitualment a les glicoproteïnes eucariotes inclouen els principals sucres que es troben a les glicoproteïnes humanes:
| Sucre                   | Tipus                                | Abreviatura |
| ----------------------- | ------------------------------------ | ----------- |
| β-D-glucosa             | Hexosa                               | Glc         |
| β-D-galactosa           | Hexosa                               | Gal         |
| β-D-manosa              | Hexosa                               | Man         |
| α-L-fucosa              | Desoxihexosa                         | Fuc         |
| N-acetilgalactosamina   | Aminohexosa                          | GalNAc      |
| N-acetilglucosamina     | Aminohexosa                          | GlcNAc      |
| Àcid N-acetilneuramínic | Àcid aminononulosonic ( Àcid siàlic) | NeuNAc      |
| Xilosa                  | Pentosa                              | Xyl         |

Els grups de sucre poden ajudar al plegament proteic, millorar l'estabilitat de les proteïnes i participar en la senyalització cel·lular.

## Estructura

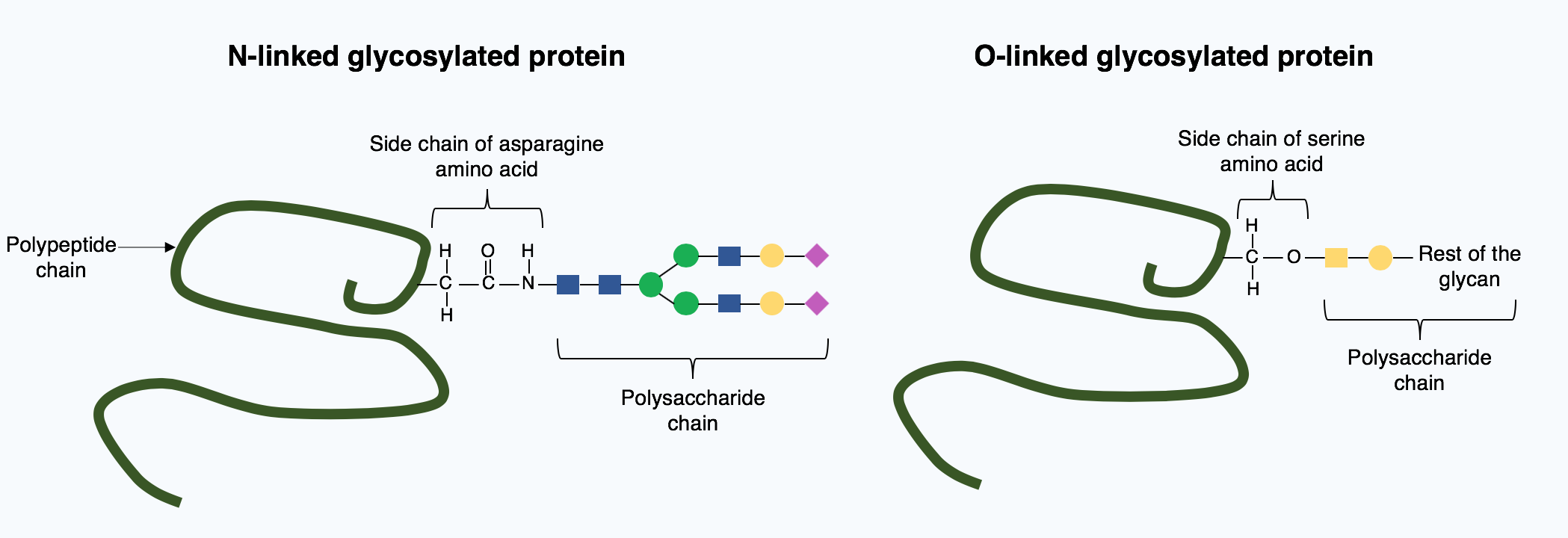
Glicoproteïnes lligades a N i lligades a O

L'element estructural crític de totes les glicoproteïnes és tenir oligosacàrids units covalentment a una proteïna. Hi ha 10 monosacàrids comuns en glicans de mamífers que inclouen: glucosa (Glc), fucosa (Fuc), xilosa (Xyl), manosa (Man), galactosa (Gal), N- acetilglucosamina (GlcNAc), àcid glucurònic (GlcA), àcid idurònic. (IdoA), N-acetilgalactosamina (GalNAc), àcid siàlic i àcid 5-N-acetilneuramínic (Neu5Ac). Aquests glicans s'uneixen a àrees específiques de la cadena d'aminoàcids proteics.
Els dos enllaços més comuns a les glicoproteïnes són les glicoproteïnes lligades a N i les glicoproteïnes lligades a O. Una glicoproteïna lligada a N té enllaços de glicà al nitrogen que conté un aminoàcid asparagina dins de la seqüència de proteïnes. Una glicoproteïna lligada a O té el sucre que s'uneix a un àtom d'oxigen d'un aminoàcid serina o treonina de la proteïna.
La mida i la composició de la glicoproteïna poden variar en gran manera, amb una composició d'hidrats de carboni que oscil·la entre l'1% i el 70% de la massa total de la glicoproteïna. Dins de la cèl·lula, apareixen a la sang, a la matriu extracel·lular o a la superfície exterior de la membrana plasmàtica, i constitueixen una gran part de les proteïnes secretades per les cèl·lules eucariotes. Són molt àmplies en les seves aplicacions i poden funcionar com una varietat de productes químics, des d'anticossos fins a hormones.

### Glicòmica
La glicòmica o glicobiologia és l'estudi dels components d'hidrats de carboni de les cèl·lules. Encara que no és exclusiu de les glicoproteïnes, pot revelar més informació sobre diferents glicoproteïnes i la seva estructura. Un dels propòsits d'aquest camp d'estudi és determinar quines proteïnes estan glicosilades i on en la seqüència d'aminoàcids es produeix la glicosilació. Històricament, l'espectrometria de masses s'ha utilitzat per identificar l'estructura de les glicoproteïnes i caracteritzar les cadenes d'hidrats de carboni unides.

## Funcions
La glicosilació d'una proteïna pot tenir diferents funcions que poden variar entre conferir a l'estructura una major diversitat, una major resistència a la proteòlisi o nous llocs d'interacció amb d'altres molècules. De manera general, les proteïnes que s'exporten fora de la cèl·lula estan glicosilades mentre que les que romanen a l'interior no. Es poden distingir les següent funcions de la glicosilació 
1- Funció estructural: La funció d’algunes proteïnes estructurals ve facilitada pel procés de glicosilació. Per exemple, s'ha descrit que la glicosilació del col·lagen facilita la seva excreció a la matriu extracel·lular i l’alineament de les fibril·les de col·lagen. Per altra banda, està descrit que la glicosilació també facilita que les proteïnes adquireixin la seva estructura tridimensional molt més fàcilment.
2- Regulació enzimàtica: Molts enzims modifiquen la seva activitat quan pateixen modificacions post-traduccionals, també és el cas de la glicosilació. És per exemple el cas de diferents proteases que són zimògens i que per activar-se necessiten la glicosilació.
3- Protecció: Moltes proteïnes augmenten la seva estabilitat en front de la degradació o en front de la desnaturalització tèrmica o de l’atac de radicals lliures.
4- Control del plegament proteic: En l’interior del reticle endoplasmàtic rugós hi ha un conjunt de xaperones, la calnexina i la calreticulina que retenen aquelles proteïnes que no estan ben plegades. Gràcies a que són lectines són capaces de detectar-ho per l’estat de glicosilació de les proteïnes en plegament.
5- Reconeixement cèl·lula-cèl·lula: Els glicans units a proteïnes són molt diversos i moltes vegades ajuden al reconeixement entre diferents tipus de cèl·lules (per exemple la unió de proteïnes de membrana de l'espermatozou amb carbohidrats de la zona pel·lúcida de l'oòcit), cèl·lula-bacteri (per exemple la unió de glicoproteïnes bacterianes a lectines que facilita la infecció de clamídies).
6- Reconeixement cèl·lula-virus: La glicosilació d’algunes proteïnes virals com és el cas de la Gp120 del virus de la SIDA és necessària per a la interacció entre virus i cèl·lula.
7- Defensa: Per exemple moltes interleucines són glicoproteïnes implicades en la resposta immune i en alguns casos, com la interleuquina-5, aquesta glicosilació és necessària per a la seva activitat.
8- Regulació hormonal: Per exemple l’activitat d’alguns receptors com el de la insulina es veu alterada quan aquest no es troba glicosilat.
9- Control de la vida mitjana: La vida mitjana de diferents proteïnes sèriques depèn de la seva glicosilació. Així, per exemple, l’eliminació de la circulació sanguínia de l'hormona luteïnitzant, una glicoproteïna, depèn de la interacció del seu oligosacàrid amb receptors localitzats en el fetge que promouen la seva eliminació.(REF )
10- Lubrificació: La capacitat dels oligosacàrids que captar gran quantitat d'aigua permet que les proteïnes molt glicosilades presentin una estructura de gel que els permet actuar com a barrera o com a lubrificant. És el cas de les mucines.
11- Anticongelant: Per exemple en diferents proteïnes del plasma de peixos àrtics.